# 牙买加乌鸦
牙买加乌鸦（学名：Corvus jamaicensis），是鸦科鸦属的一种，是海拔迁徙的候鸟，为牙买加的特有种。全球活动范围约为11,000平方千米。该物种的保护状况被评为无危。
牙买加乌鸦的栖息地包括亚热带或热带严重退化的前森林、亚热带或热带的湿润低地林、乡村花园、亚热带或热带的湿润山地林和耕地。